# Beaten in Lips
«Beaten in Lips» es una canción de la banda estadounidense de hardcore punk Beartooth, lanzado a través de Red Bull Records el 13 de mayo de 2014 como el primer sencillo de su primer álbum de estudio Disgusting (2014).

## Antecedentes
"Beaten in Lips" se lanzó el 13 de mayo de 2014, el mismo día que se iniciaron las reservas de su primer álbum de estudio Disgusting. La canción fue nominada a Canción del Año en los Premios de Música de la Prensa Alternativa de 2015, pero perdió ante "Kick Me" de Sleeping with Sirens.

## Composición
"Beaten in Lips" fue escrita y producida por Caleb Shomo. La canción se describe como una "canción antiautoritaria".
En una entrevista con Alternative Press, Shomo habló sobre la inspiración para escribirla: "Hablo con gente en conciertos y me dicen que han lidiado con eso, o que sufren abuso activo... Fue una gran inspiración ver la realidad. Si está sucediendo, no se oye hablar de ello. No es algo de lo que la gente quiera hablar porque les dé vergüenza. Algunos padres enfermos hacen sentir a sus hijos que se lo merecen, lo cual es horrible. Esa es una de las principales razones por las que escribí la canción. Supongo que si la gente la va a escuchar, les voy a decir mi opinión, sin rodeos".

## Video musical
El video musical de "Beaten in Lips" fue lanzado el 13 de mayo de 2014 y fue dirigido por Drew Russ.

## Posicionamiento en lista
| Lista (2014)                                      | Posición |
| ------------------------------------------------- | -------- |
| Estados Unidos (Christian Rock Songs (Billboard)) | 24       |
| Estados Unidos (Mainstream Rock)                  | 33       |